# Matelea fucata
Matelea fucata är en oleanderväxtart som beskrevs av R. E. Woodson. Matelea fucata ingår i släktet Matelea och familjen oleanderväxter. Inga underarter finns listade i Catalogue of Life.